# Argent natiu
L'argent és un mineral de la classe dels elements natius que pertany al grup de minerals del coure. Rep el seu nom del llatí argentum, amb el mateix significat.

## Característiques
Es troba en forma nativa molt rarament com a palletes, i de manera més comuna combinada amb sofre, arsènic, antimoni o clor, i en diversos minerals com ara l'argentita (Ag₂S), la clorargirita (AgCl) o la galena (PbS, de vegades amb impureses d'argent). Com que l'argent es troba sovint en conjunció amb diversos elements o formant un aliatge amb altres metalls com l'or, generalment s'ha d'extreure a través de fusió o electròlisi. Forma sèries de solució sòlida amb el pal·ladi i amb l'or.
Segons la classificació de Nickel-Strunz l'argent natiu pertany a «01.AA - Metalls i aliatges intermetàl·lics de la família coure-cupalita» juntament amb els següents minerals: alumini, coure, or, plom, níquel, steinhardtita, auricuprur, cuproaurur, tetraauricuprur, anyuiïta, khatirkita, novodneprita, cupalita, hunchunita, stolperita, hollisterita, icosaedrita, kriatxkoïta i proxidecagonita.

## Formació i jaciments
Es coneix des de temps remots. És mencionada en el llibre del Gènesi, i acumulacions de residus trobats en forns a l'Àsia Menor i en illes del mar Egeu, indiquen que l'argent era separat del plom al Mil·lenni IV aC. Actualment, les principals fonts d'argent són les menes de coure, coure-níquel, or, plom i plom-zinc obtingudes al Canadà, Mèxic, Perú i els Estats Units. Com que la major part dels jaciments d'argent són al continent americà, aquest metall era molt més valuós abans del «descobriment» d'aquest continent.